# Heliocarpus terebinthinaceus
Heliocarpus terebinthinaceus är en malvaväxtart som först beskrevs av Dc., och fick sitt nu gällande namn av Bénédict Pierre Georges Hochreutiner. Heliocarpus terebinthinaceus ingår i släktet Heliocarpus och familjen malvaväxter. Inga underarter finns listade i Catalogue of Life.